# Death Rally
Death Rally è un simulatore di guida e combattimento di stampo arcade, con visuale dall'alto a scorrimento multidirezionale. È stato sviluppato nel 1996 dalla software house finlandese Remedy Entertainment, e pubblicato per sistemi MS-DOS da Apogee Software. È stato dichiarato freeware dalla stessa Remedy nell'ottobre 2009. Conversioni fedeli all'originale uscirono successivamente per Windows e macOS, mentre conversioni modernizzate con grafica 3D uscirono nel 2011-2012 per Android, iOS e Windows.
Nel 2017 il Museo Finlandese dei Giochi (Suomen pelimuseo, dedicato anche a giochi non elettronici) lo annoverò tra i suoi primi 100 classici giochi finlandesi.

## Modalità di gioco
Scopo del gioco è quello di vincere più gare possibile, per arrivare alla gara finale contro l'avversario più forte, The Adversary. Si parte utilizzando una vettura poco potente e con una bassa somma di denaro; vincendo delle gare contro avversari gestiti dalla CPU, o da altri giocatori in rete, si guadagnano cifre sempre più consistenti, che possono essere investite in parti di ricambio per migliorare le prestazioni della propria auto (oppure per acquistarne una nuova) o in mezzi da combattimento come mine, mitragliatori e punte sul paraurti (solo se selezionati durante la creazione del profilo). Ognuna delle vetture che partecipano a ogni gara, quattro nella versione originale, ha una barra dei danni che diminuisce man mano che subisce colpi; se la si esaurisce, l'auto va in fiamme ed è eliminata dalla gara. Al termine della gara i danni si possono riparare spendendo denaro, sia in caso di danneggiamento parziale sia di eliminazione.

### Automobili
- Vagabond (basato sulla Volkswagen Maggiolino)
- Dervish (un pick-up)
- Sentinel
- Shrieker (basata su una Chevrolet Camaro)
- Wraith (basata su una Porsche 911)
- Deliverator (basata in parte sulla Mach 5 della serie animata Speed Racer)

### Tracciati
- Suburbia/West End (facile)
- Holocaust/Toxic Dump (facile)
- Oasis/Palm Side (medio-facile)
- Rock Zone/Hell Mountain (medio-facile)
- Snake Alley/Desert Run (medio-facile)
- Utopia/Complex (medio-difficile)
- Bogota/Borneo (medio-difficile)
- Downtown/Newark (medio-difficile)
- Velodrome/Eidolon (difficile)
- The Arena (gara finale)